# كونستانس من أراغون
كونستانس من أراغون (بالمجرية: Konstancia aragón királyi hercegnő)‏ (1179 - 23 يونيو 1222) كانت ملكة هنغاريا وألمانيا وصقلية القرينة والإمبراطورة الرومانية المقدسة. كانت الوصية على عرش صقلية بين 1212-1220. وهي زوجة فريدريك الثاني، هي ألفونسو الثاني ملك أراغون وسانشا من قشتالة.